# Vladimir Aleksandrovič Fok
Vladimir Aleksandrovič Fok [vládimir aleksándrovič fók] (rusko Влади́мир Алекса́ндрович Фок, večkrat zapisano tudi Fock), ruski fizik in matematik, * 22. december 1898, Sankt Peterburg, Ruski imperij (sedaj Rusija), † 27. december 1974, Leningrad, Sovjetska zveza (sedaj Sankt Peterburg, Rusija).

## Življenje in delo
Njegov oče Aleksander Aleksandrovič je bil gozdarski inženir. Mati Nadežda Aleksejevna, rojena Červinska, je rodila pet otrok in Vladimir je bil najmlajši poleg štirih sester. Najstarejša sestra Nadežda je bila zdravnica. Vse štiri pa so umrle mlade v vojnah še pred letom 1945. 
Leta 1915 je Fok končal srednjo šolo in leta 1916 začel študirati na Fizikalno matematični fakulteti Univerze v Petrogradu. Leta 1917 je prostovoljno odšel na topniško šolo in na bojišča 1. svetovne vojne. Po vojni je nadaljeval študij fizike v popolnoma nemogočih razmerah. Poleg njega se je leta 1919 vpisalo le okoli dvajset študentov fizike, kar je za že tedaj milijonsko mesto bilo skoraj nično. Leta 1922 je Fok dokončal študij in ostal na univerzi. Nekaj časa je deloval na Državnem inštitutu za optiko Fizikalnega inštituta Sovjetske akademije znanosti. Leta 1932 je postal profesor teoretične fizike na Državni univerzi v Leningradu (LGU) (do leta 1961) in bil izvoljen kot član Akademije znanosti, leta 1939 pa je postal akademik. Prejel je veliko nacionalnih in mednarodnih nagrad. Bil je tudi trikrat zaprt, v državljanski vojni, leta 1934 in 1937. Po smrti ga je na Univerzi v Leningradu zamenjal njegov učenec Demkov.
Deloval je na področju kvantne mehanike, kvantne elektrodinamike, kvantne teorije polja, teorije mnogoelektronskih sestavov, statistične fizike, splošne teorije relativnosti, teorijah gravitacije, radiofizike, matematične fizike, uporabne fizike in filozofskih problemih fizike, še posebej v kvantni mehaniki.
V kvantno mehaniko in kvantno teorijo polja je uvedel, pojasnil in raziskoval osnovne pojme: Fokov prostor (1932), Fokova metoda funkcionalov pri proučevanju kvantnih sestavov s spremenljivim številom delcev, Fokov prikaz, mnogočasovni formalizem Dirac-Fok-Podolskega v kvantni elektrodinamiki z nespremenljivim številom nabitih delcev, (gradientna) umeritvena invariantnost, (ki leži v osnovah sodobne teorije superstrun), Hartree-Fokova metoda, metoda parabolične Fok-Leontijevičeve enačbe pri raziskovanju širjenja radijskih valov, odkril je fokovsko štirirazsežno (dinamično) simetrijo vodikovega atoma (1935), dokazal Born-Fokov izrek (v adiabatskem območju) in izrek Fok-Krilova (o razpadnih stanjih). 
Šele z oddaljevanjem časa v katerem je živel spoznavajo pomembnost njegovega dela na teh področjih. Leta 1926 je prvi uvedel umeritvene transformacije valovnih funkcij. Istega leta je Fok takorekoč takoj po vpeljavi Schrödingerjeve enačbe napisal članek o njeni posplošitvi za primer magnetnega polja, kjer delujejo od hitrosti odvisne sile in kmalu zatem zapisal relativistično valovno enačbo (za proste skalarne (ali psevdoskalarne) brezspinske delce), ki jo je neodvisno od njega predlagal tudi Klein:
{\displaystyle \left({\partial ^{2} \over \partial t^{2}}-c^{2}\nabla ^{2}-m^{2}\right)\Psi =0\!\,,}
oziroma:
{\displaystyle \left({\partial _{\mu }\partial ^{\mu }}-m^{2}\right)\Psi =0\quad {\hbox{pri}}\;(\hbar =c=1)\!\,} (Planckove enote).
Oba, Fok in Klein sta uporabila pristop Kaluze in Kleina. Fok je določil tudi umeritveno transformacijo valovne funkcije. Danes enačbo običajno imenujejo Klein-Gordonova enačba, pravilneje pa se imenuje Klein-Fok-Gordonova enačba (včasih pa tudi Klein-Gordon-Fokova enačba).
Na novo je pretolmačil splošno teorijo relativnosti kot teorijo gravitacije in jo podal v monografskem delu Teorija prostora, časa in gravitacije (Теория пространства, времени и тяготения) (Moskva, 1955). Proučeval je Diracovo enačbo v gravitacijskem polju.
Raziskoval je difrakcijo elektromagnetnega valovanja in pri tem uvedel aproksimativne metode, ki jih matematiki prej niso poznali.
Pravijo, da variacijska Hartree-Fokova metoda ne potrebuje nobene razlage in, da je pravi čudež, da si ta način razumevanja fizike atomov in jeder ni prislužil Nobelove nagrade.
Njegovo začetno delo na področju umeritvenih in relativističnih invariant sta nadaljevala Schwinger in DeWitt.
Leta 1937 je pod njegovim mentorstvom na Državni univerzi v Leningradu doktoriral Aleksandrov.

## Dela

### Knjige
- Механика сплошных сред (Leningrad, 1932),
- Начала квантовой механики (Lenigrad, Kubič, 1932; 2. izdaja, Moskva: Nauka, 1976),
- Теория определения сопротивления горных пород по способу каротажа (Moskva, Leningrad: GTTI, 1933),
- Лекции по квантовой механике (Leningrad: Universitet, 1937),
- Дифракция радиоволн вокруг земной поверхности (Moskva, Leningrad: AN SSSR, 1946),
- Fok, V. A., Kotelnikov, A., Некоторые применения идей Лобачевского в механике и физике (Moskva, 1950),
- Теория пространства, времени и тяготения (Moskva: Gostehizdat, 1955; 2. izdaja, Moskva: Fizmathiz, 1961; angleška izdaja The Theory of Space, Time, and Gravitation (London: Pergamon Press, 1965)),
- Работы по квантовой теории поля (Leningrad: Universitet, 1957),
- Квантовая физика и строение материи (Leningrad: Universitet, 1965),
- Electromagnetic diffraction and propagation problems (London: Pergamon Press, 1965),
- Проблемы диффракции и распространения электромагнитных волн (Moskva: Sovetskoe radio, 1970),
- Квантовая физика и философские проблемы (Moskva, 1970).